# Малайско-индонезийские чтения

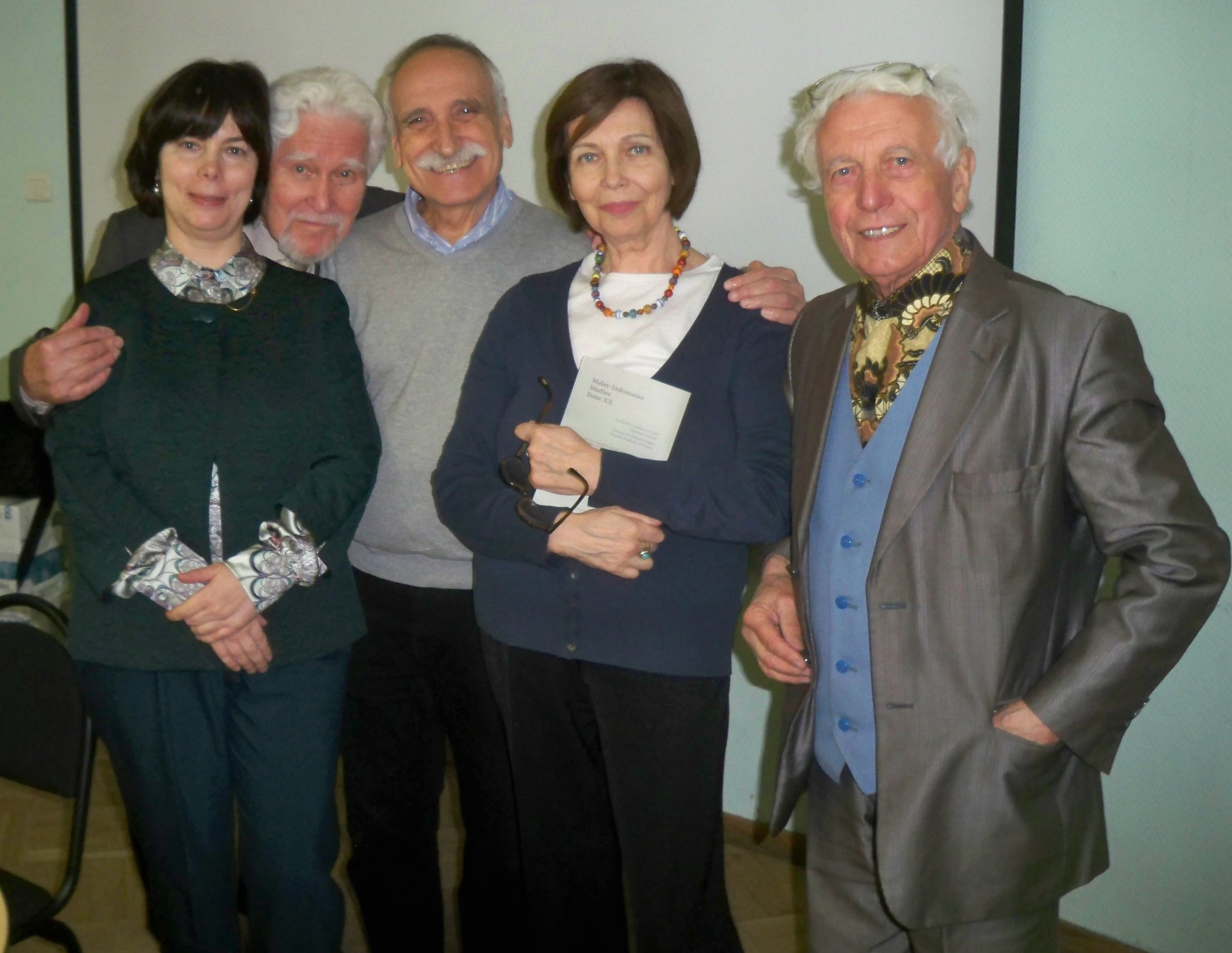
Активисты Общества «Нусантара» Е. С. Кукушкина, В. В. Сикорский, В. А. Погадаев, Л. В. Горяева, Н. П. Малетин на встрече по случаю 50-летия «Малайско-индонезийских чтений» (Москва, 4 апреля 2018 года)

Малайско-индонезийские чтения — междисциплинарный семинар по малайско-индонезийской филологии и истории. Организованы 21 декабря 1967 года при кафедре истории стран Дальнего Востока и Юго-Восточной Азии Института восточных языков при МГУ по инициативе  советских востоковедов Н. Ф. Алиевой, Б. Б. Парникеля и В. В. Сикорского, которые смогли убедить заведующего кафедрой академика А. А. Губера в необходимости проведения регулярных встреч исследователей малайско-индонезийского мира, известного  также под названием Нусантара, и добились его согласия стать патроном чтений . 
С начала 1970-х функционировали при комиссии этнографии московского центра Русского географического общества РАН. С 1991 г. — под эгидой Общества «Нусантара». Проводятся раз в месяц. На основе представленных докладов публикуются сборники под общим названием «Малайско-индонезийские исследования» . В апреле 2018 г. в связи с 50-летним юбилеем чтений издан 20-й сборник, который включает как доклады постоянных участников чтений, прочитанные на семинарах, так и статьи зарубежных коллег – их участие свидетельствует о высоком международном авторитете малайско-индонезийских чтений и созданного на их основе Общества Нусантара 